# 妹仔大過主人婆
《妹仔大過主人婆》是由廣東電視台於2010年製作的中港合拍劇，由陈锦鸿、秦煌、苑琼丹、刘玉翠、赵学而、钱莹、禤志红、陈坚雄、蔡紫芬、肖雪媛主演，该剧背景设在20世纪初的广东南部，主角是一名美食家。